# Bundesstraße 31a

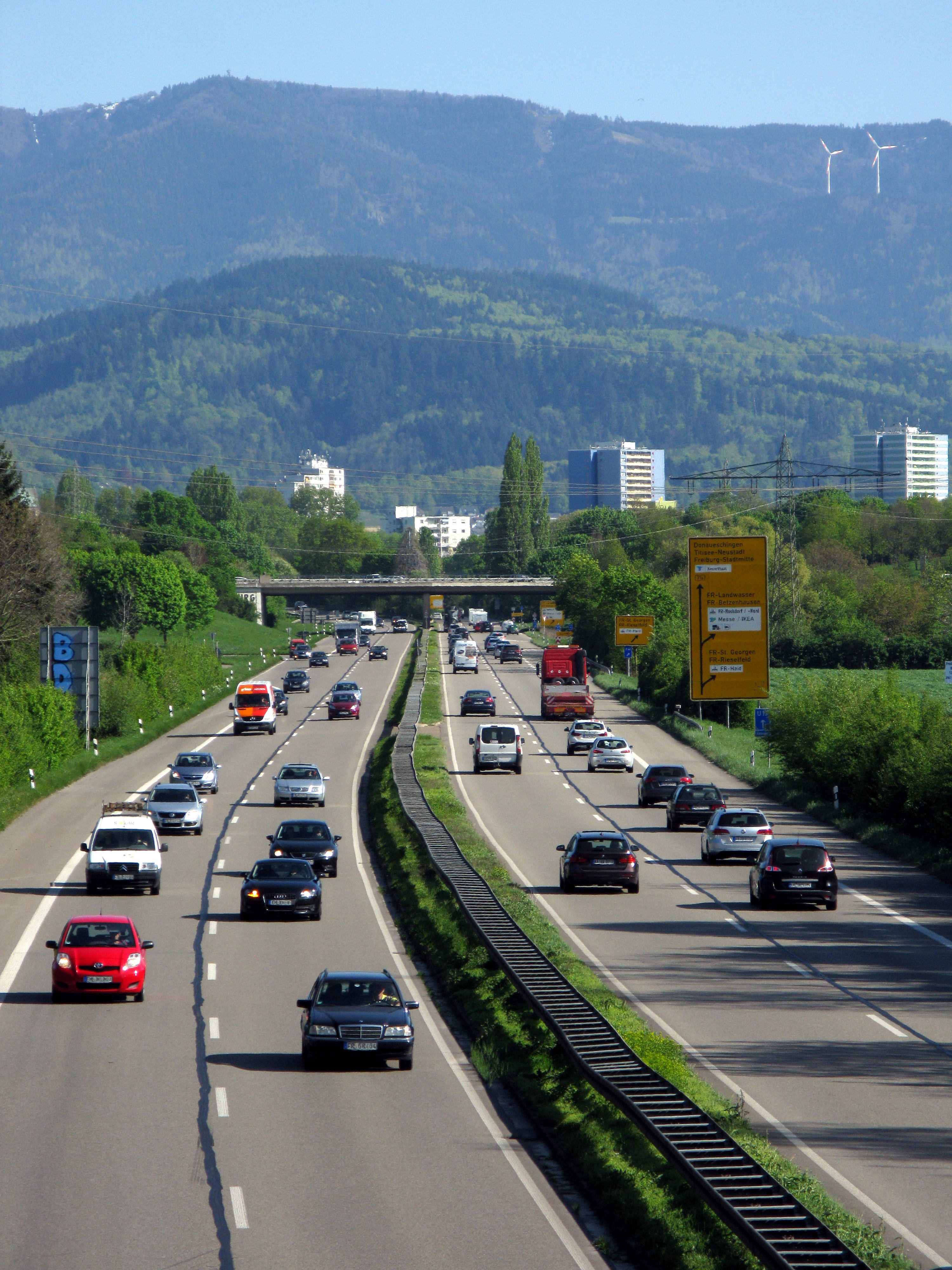
B 31a bei Freiburg-Lehen

Die Bundesstraße 31a (Abkürzung B 31a) ist ein Nebenarm der B 31. Die B 31a beginnt zweispurig an der Verbindungsstraße Gottenheim – Bötzingen (L 115) und führt dann ab dem Knoten mit der L 116 zwischen March und Umkirch als vierspurige Kraftfahrstraße über die Anschlussstelle Freiburg-Mitte der A 5 knapp acht Kilometer in West-Ost-Richtung in die Stadt Freiburg hinein. Kurz vor dem Ende der Kraftfahrstraße geht sie bei der Schnewlinbrücke in die Bundesstraße 31 über.
Die zwei Fahrbahnen der B 31a verlaufen auf Freiburger Gemarkung teilweise getrennt voneinander, wo sie das Flussbett der Dreisam einschließen.
Die B 31a ist Teil der geplanten neuen Trasse der B 31 zwischen Freiburg und Breisach. Im Zuge des Baus der HaFraBa als heutige A 5 sollte Freiburg den ersten Plänen aus dem Jahr 1954 zufolge zunächst zwei Anschlussstellen, eine im Norden und eine im Süden erhalten. Nachdem diese Planung als unzureichend erachtet wurde, sollte ein weiterer Zubringer Mitte hinzukommen. Die Pläne, diesen Zubringer entlang des Dreisamufers zu führen, wurden zunächst von allen Seiten abgelehnt. Gründe hierfür waren die Zerschneidung der Stadt und die Zerstörung der parkähnlichen Dreisamuferanlage.
Nachdem die Pläne leicht modifiziert wurden, stellte der Bund in Aussicht, die Gelder für den Zubringer Mitte zu streichen, sofern den vorliegenden Plänen nicht zugestimmt werde. In den 1970er-Jahren wurde das Teilstück von der A 5 nach Freiburg zunächst als A 860 als Nebenarm der geplanten „Schwarzwaldautobahn“ A 86 gebaut. Diese Planung wurde aber verworfen, und das Teilstück wurde als Bundesstraße 31a klassifiziert.
Die Verlängerung von der A 5 nach Breisach zur dortigen Rheinbrücke ins Elsass wurde 2004 begonnen. Die Verkehrsfreigabe für den ersten Abschnitt von Umkirch-Industriegebiet bis zur AS Freiburg Mitte (ca. 2,6 km) war am 20. Dezember 2007, das Teilstück zwischen Umkirch und Gottenheim (ca. 3,7 km) ging am 7. September 2012 in Betrieb.
Das neue Teilstück um Umkirch war zunächst als B 31 – ohne jedweden Zusatz – ausgeschildert, da nach Fertigstellung der Verlängerung nach Breisach die B  31a in B 31 umbenannt und die alte, südlicher verlaufende B 31 zu einer Landesstraße herabgestuft werden soll. Die Planung des Weiterbaus der B 31-West zwischen Gottenheim und Breisach wurde aber wegen fehlender Finanzierung der Straße von der baden-württembergischen Landesregierung Ende 2011 gestoppt. Danach erfolgte auch die Ausschilderung des fertig gestellten Teilstücks als B 31a.

## B31-West
Im Jahr 2018 nahm das Regierungspräsidium Freiburg die Planungen für den 12,2 km langen Abschnitt zwischen Breisach und Gottenheim wieder auf. Im Jahr 2021 wurde vom Bund die Vorzugsvariante bekanntgegeben. Die Trasse wird von verschiedenen Seiten kritisiert. Die betroffenen Gemeinden Breisach, Merdingen und Gottenheim taten ihre Ablehnung kund. Dies betrifft insbesondere den Verlauf durch ein großes Niedermoor, die Zerschneidung der Flächen mit Nachteilen für die Landwirtschaft und Wildtiere, die Verursachung von Lärm und die Eingriffe ins Grundwasser. Eine Entlastung der Ortsdurchfahrten werde angesichts eines zu erwartenden steigenden Verkehrsaufkommens nicht erreicht.

## A860
Bei einer Fertigstellung des Freiburger Stadttunnels der B 31 soll das Teilstück zwischen der Abfahrt March/Umkirch und Freiburger Innenstadt, nach neuer Planung, nun doch zur Bundesautobahn hochgestuft werden, da ein als Autobahn geplanter Stadttunnel, im Gegensatz zur Kraftfahrstraße, den Bau eines weiteren Vollanschlusses in der Innenstadt erlaubt.

## Umweltschutz
2020 investierte die Stadt Freiburg rund 2,2 Millionen Euro in eine Regenwasserbehandlungsanlage, die das Regenwasser des Zubringers von Schadstoffen wie Abrieb von Reifen und Bremsen reinigt. Die Anlage befindet sich westlich der Abfahrt Freiburg-Stühlinger/Haslach direkt am südlichen Dreisamuferradweg. Auch bei Unfällen kann sie Öl und Benzin zurückhalten.